# ميريام ماثيوز
ميريام ماثيوز (بالإنجليزية: Miriam Matthews)‏ هي مؤرخة وأمينة مكتبة أمريكية، ولدت في 6 أغسطس 1905 في بينساكولا في الولايات المتحدة، وتوفيت في 23 يونيو 2003 في ميرسير آيلاند في الولايات المتحدة.